# Хмільник (село)
Хмільни́к — село в Кам'янській сільській громаді Берегівського району Закарпатської області України. Колишня назва — Комлуш. Перші згадки про село були зареєстровані в 1260 році.

## Історія
Назву село й справді отримало від рослини, з якої варять пиво. Дикого хмелю тут і сьогодні вдосталь — росте у лісі, в'ється подекуди і біля будинків. Навіть колишня, дорадянська назва села — Комлош (Komlos) — теж у перекладі з угорської означає «хміль».
Археологічні знахідки свідчать, що дана територія була заселена ще в епоху пізньої бронзи (1300 років до н. е.). Також зафіксовано дакійське поселення в ур. Лази (1 ст. н. е.) та слов'янське городище VIII—IX ст.
В 1865 році в урочищі Барбалинець виявлено бронзовий скарб з 19 предметів. З околиць села походить другий бронзовий скарб, в якому 11 предметів.
Комлош — стародавнє гніздо родини Komlóssy. Родоначальник родини Мігаль (Торпа, його батько Tatamérius Vlachi de Ilosva, народився близько 1257 р.).
Перші згадки про село були зареєстровані в 1260 році.
Назва Komlos вперше згадується в 1341 р.
На в'їзді до Хмільника біля дороги височіє на пригірку єврейський цвинтар. І, що цікаво, майже всі адміністративні будівлі у селі розміщуються у колишніх єврейських будинках, наприклад, дитячий садок і магазин. А сільський клуб та амбулаторія сімейної медицини — у колишньому приміщенні синагоги.

Дзвіниця. 1869

храм Вознесіння Господнього. 1997.
У 1751 р. згадують дерев'яну церкву св. Михайла, без вежі, вкриту соломою. У 1775 р. знову згадують стара дерев'яну церкву.
Нині в центрі села, в дворі дзвонаря зберігають чудову дерев'яну дзвіницю. Це міцна каркасна конструкція з грубих колод. Нижній восьмигранний ярус вкриває широке опасання, чотиригранний шатровий дах увінчано стародавнім кованим хрестом. На дзвіниці напис «1869» — очевидно, рік побудови. Споруда подібна за формою до дзвіниці в Вишніх Реметах та до каплиці в Кам'янському, що наштовхує на думку про одного автора цих архітектурних творів чи принаймні про поширення такого типу в околиці.
Організатором греко-католицької громади був Йосип Ченговай. У 1993 р. розпочато спорудження базилічної церкви, а 5 червня 1997 р. помічний єпископ Йосип Головач освятив першу в історії села муровану церкву. Кошти на будівництво збирали жителі села. Значною була допомога організації «Реневабіс» та єпископа греко-католицької церкви в Чехії Івана Лявинця.
Будівельні роботи очолював Михайло Мовнар з Тур'я Пасіки.
Церква Успіння пр. Богородиці. 1997.
храм Успіння пр. Богородиці. 1997.
Церкву споруджено на сільському цвинтарі в стилі традиційної однонавної базиліки з бароковою вежею над входом. Вівтар завершено півкруглою апсидою.
Організували спорудження голова православної громади Іван Іванович Муска, Василь Муска та його сестра Єлизавета. Наріжний камінь посвятив о. Юрій Чулей 27 лютого 1994 р., а до кінця року залили фундамент. У 1995 р. вивели стіни, а за наступний рік церкву вкрили блашаним дахом і увінчали західний фасад бароковою вежею.
У 1997 р. завершили штукатурні роботи всередині храму, після чого художники виконали розписи. Освячення церкви відбулося 19 липня 1998 р.
В ході робіт, якими керував Василь Муска, відступили від проекту, збільшивши розміри церкви. Всі вірники доклали сил до зведення церкви, але особливо відзначилися Іван Петрович Муска, Іван Балега, Іван Повшик, Василь Попович, Іван Кузьма, Богдан Бабинець.
Щоб зменшити видатки, іконостас зробили самотужки вже згаданий Василь Муска та Василь Васько, а замість мальованих ікон прикріпили репродукції.

## Присілки
Флорія
Флорія - колишнє село в Україні, в Закарпатській області.
Обєднане з селом Хмільник
Згадки: 1341: Floriahaza

Галашовиця
Галашовиця - колишнє село в Україні, в Закарпатській області.
Обєднане з селом Хмільник
Згадки:14 ст.. .: Halászfalva, Szaniszlófalva~Halászfalva, 1854: Halászfalva, 1882: Halaszovicza, 1883: Halaszovicza, 1904: Halászovicza.

## Туристичні місця
- храм Успіння пр. Богородиці. 1997.
- цілюще джерело на в'їзді до села в урочищі Гордзівка.
- храм Вознесіння Господнього. 1997.
- в урочищі Барбалинець виявлено бронзовий скарб з 19 предметів. З околиць села походить другий бронзовий скарб, в якому 11 предметів.
- На в'їзді до Хмільника біля дороги височіє на пригірку єврейський цвинтар. І

## Населення
Згідно з переписом УРСР 1989 року чисельність наявного населення села становила 858 осіб, з яких 409 чоловіків та 449 жінок.
За переписом населення України 2001 року в селі мешкали 864 особи.

### Мова
Розподіл населення за рідною мовою за даними перепису 2001 року:
| Мова            | Кількість | Відсоток |
| --------------- | --------- | -------- |
| українська      | 855       | 98.73%   |
| російська       | 13        | 0.92%    |
| інші/не вказали | 3         | 0.35%    |
| Усього          | 866       | 100%     |